# 김연배
김연배(金然培, 1944년 7월 19일 ~ , 경기도 수원시)는 한화생명보험의 대표이사 부회장인 대한민국의 기업인이다.

## 학력
- 경기고등학교 졸업
- 서울대학교 경제학과 졸업

## 경력
- 제일증권 전무이사
- 한화그룹비서실 재정팀장 전무이사
- 한화종합화학 구조조정실무팀장 전무이사
- 전국경제인연합회 구조조정특별위원회 위원
- 한화석유화학 구조조정실무팀장 전무이사
- 한화그룹 구조조정본부 사장
- 한화증권 부회장
- 한화생명보험 대표이사 부회장

## 참고 자료
- 김연배 네이버 인물검색